# Лозанна Уши
«Стад Лозанна Уши» (фр. FC Stade Lausanne Ouchy) — швейцарский футбольный клуб из района Уши города Лозанна. Выступает в Швейцарской Суперлиге. Основан в 1895 году. Цвета клуба — красно-черные. В сезоне сезоне 2022/23 клуб занял 3-е место в Челлендж-лиге и вернулся в элиту.

## История
Клуб создан после объединения двух других клубов Уши Олимпик и ФК Стад Лозанна.

## Достижения
- Победитель Первой лиги Промоушен 2019.